# Timeshift (программа)
Timeshift — свободная программа, предназначенная для автоматического периодического резервного копирования и восстановления системы Linux. Программа написана Тони Джорджем на языке Vala.
В отличие от других программ резервного копирования, Timeshift нацелен прежде всего на сохранение системных файлов и настроек. Пользовательские данные, документы, музыка и так далее не архивируются. Таким образом, в случае сбоя системы, вы восстанавливаете системные файлы, а ваши данные остаются в актуальном состоянии (конечно, если они не были испорчены).
Timeshift выполняет периодическое сохранение мгновенных снимков системы.
Пользователь может восстановить систему из любой архивной копии. Таким образом произойдет откат системы к точке восстановления. В случае, если вам необходимо восстановить систему, которая не грузится, то воспользуйтесь LiveCD (LiveUSB) диском с Linux. Установите Timeshift прямо в Live-системе (про установку см. ниже) и выполните восстановление из резервной копии через Timeshift.
Интерфейс Timeshift простой и понятный, и выполнен очень аккуратно.
Программа имеет небольшое количество настроек. Можно выбрать периодичность резервного копирования (ежемесячно, еженедельно, ежедневно, каждый час и при старте системы), установить параметры автоматического удаления старых копий, выбрать файлы, которые не включать в копию.
Timeshift использует утилиты rsync и hard-links. Программа работает только с загрузчиком GRUB2. Если в системе используется GRUB, то система не загрузится после восстановления.
В операционных системах Windows и MacOS аналогами программы Timeshift являются System Restore и Time Machine, соответственно.

## Некоторые параметры
При написании статьи были использованы материалы man timeshift, описывающие версию Timeshift от GNU. Версии Timeshift на других операционных системах могут отличаться.

### Список
- --list[-snapshots] — Список снимков
- --list-devices — Список устройств

### Резервное копирование
- --check Создать снимок, если запланировано
- --create Создать снимок (даже если не запланировано)
- --comments <string> Установить описание снимка
- --tags {O,B,H,D,W,M} Добавить теги к снимку (по умолчанию: O)
- --clone Клонировать текущую систему
- --restore Введите номер снимка
- --snapshot <name> Укажите снимок для восстановления
- --target[-device] <device> Укажите целевое устройство
- --grub[-device] <device> Укажите устройство для установки загрузчика GRUB2
- --skip-grub Пропустить переустановку GRUB2

### Удалять
- --delete Удалить снимок
- --delete-all Удалить все снимки

## Примеры использования

### Восстановление из консоли
Восстановление из консоли без переустановки GRUB2:
```
sudo
 
timeshift
 
--restore
 
--skip-grub

```

### Создать снимок системы
Создать снимок системы с комментарием "after update" и тегом D:
```
sudo
 
timeshift
 
--create
 
--comments
 
"after update"
 
--tags
 
D

```